# Miłosz Jankowski
Miłosz Jankowski (Iława, 17 de enero de 1990) es un deportista polaco que compitió en remo.
Ganó una medalla de oro en el Campeonato Mundial de Remo de 2012, en la prueba de cuatro scull ligero. Participó en los Juegos Olímpicos de Río de Janeiro 2016, ocupando el sexto lugar en la prueba de doble scull ligero.

## Palmarés internacional
| Campeonato Mundial | Campeonato Mundial | Campeonato Mundial | Campeonato Mundial  |
| Año                | Lugar              | Medalla            | Prueba              |
| ------------------ | ------------------ | ------------------ | ------------------- |
| 2012               | Plovdiv (Bulgaria) | Medalla de oro     | Cuatro scull ligero |